# Rutger Macklean
Rutger Macklean (født 27. juli 1742 på Ström slot i Bohuslän, død 14. januar 1816 på Svaneholm slot i Skåne) var en svensk friherre, officer, politiker og landbrugsreformator.
Rutger Mackleans slægt i Sverige går tilbage til en storkøbmand i Gøteborg i begyndelsen af 1600-tallet. Hans far Rutger Macklier (efternavnet ændredes i 1783) var officer i Karl 12.'s armé som efter nederlaget ved Poltava i 1709 blev tvunget i fangenskab i Sibirien. Rutger Macklean indgår i den svenske historie som ophavsmanden til enskiftet, en jordreform der gennemførtes i Skåne i slutningen af 1700-tallet og begyndelsen af 1800-tallet, og som senere indførtes over hele Sverige.